# Copa de Naciones Norteamericana 1991
También conocida como Copa NAFC 1991. Cuarto torneo de naciones organizado en Norteamérica, segundo en la era de la Concacaf. El certamen se llevó a cabo en Los Ángeles, Estados Unidos, en marzo de 1991. La selección mexicana se coronó campeona por tercera vez al tener mejor una diferencia de goles que la selección anfitriona.

## Partidos
| 12 de marzo de 1991 | Estados Unidos            | 2:2 | México                 | Los Angeles Memorial Coliseum, Los Ángeles             |                                                        |
|                     | Washington 44' Murray 89' |     | Valdez 9' Espinoza 31' | Asistencia: 5.261 espectadores Árbitro(s): Mario López | Asistencia: 5.261 espectadores Árbitro(s): Mario López |

| 14 de marzo de 1991 | México                  | 3:0 | Canadá | Los Angeles Memorial Coliseum, Los Ángeles                  |                                                             |
|                     | Alves 5' Duana 49', 53' |     |        | Asistencia: 6.000 espectadores Árbitro(s): Rodolfo Martínez | Asistencia: 6.000 espectadores Árbitro(s): Rodolfo Martínez |

| 16 de marzo de 1991 | Estados Unidos            | 2:0 | Canadá | Murdock Stadium, Torrance                             |                                                       |
|                     | Washington 13' Murray 60' |     |        | Asistencia: 4.000 espectadores Árbitro(s): José Ortiz | Asistencia: 4.000 espectadores Árbitro(s): José Ortiz |

### Clasificación
| Equipo         | Pts | PJ | PG | PE | PP | GF | GC |
| -------------- | --- | -- | -- | -- | -- | -- | -- |
| México         | 3   | 2  | 1  | 1  | 0  | 5  | 2  |
| Estados Unidos | 3   | 2  | 1  | 1  | 0  | 4  | 2  |
| Canadá         | 0   | 2  | 0  | 0  | 2  | 0  | 5  |

| Bandera de México         |
| Campeón México 3.° título |

## Goleadores
2 goles
- Bruce Murray
- Dante Washington
- Luis Roberto Alves

1 Gol
- Missael Espinoza
- Luis Antonio Valdez
- Pedro Duana

- Datos: Q738508